# Nicolas Popin
 (novembre 2023).
Nicolas Popin est un personnage de fiction créé par la romancière Annie Jay. Il est l'un des personnages principaux du roman À la poursuite d'Olympe.

## Famille et amis

### Famille
Nicolas nait en 1666. Fils unique, il vit avec ses parents dans une chapellerie de la Rue Mouffetard. Le prénom de sa mère n'est pas donné par l'auteur, mais on sait qu'elle est de santé fragile, au point qu'en 1682, il ne lui reste plus que quelques années à vivre. Les symptômes de sa maladie sont ceux de la tuberculose. Bien que fragile physiquement et timide, elle se révèle obstinée et sait parvenir à ses fins.
Jacques Popin, le père de Nicolas, est chapelier et souhaite voir son fils épouser une certaine Bertille Cordou, une fille de chapelier fort laide, dans l'espoir que le jeune homme héritera des deux boutiques, ce qui est à l'origine de nombreux désaccords entre lui et Nicolas, lequel préfère l'aventure.
On sait aussi que Jacques Popin a une cousine, Zélie, la lingère de la famille de Clos-Renault. C'est elle qui présente Olympe de Clos-Renault aux Popin et les convainc de lui donner asile.

### Amis
Olympe de Clos-Renault devient très vite l'amie de Nicolas, qui l'aide dans son enquête sur les conspirateurs.
On apprend aussi que le jeune homme est secrètement amoureux de Marianne Archer, une lavandière. La réputation des lavandières, que l'on dit voleuses, menteuses et corrompues, est à l'origine de ce secret, car un mariage entre les jeunes gens serait considéré comme une mésalliance.
Nicolas devient l'ami de Lambert Frémont de Croisselle, un jeune parvenu qui devient leur allié, bien qu'une certaine rivalité se fasse sentir au début, Lambert s'étant mépris sur les relations d'Olympe et de Nicolas.

## Dans le roman
Nicolas apparait rapidement dans le roman. Lorsqu'Olympe est accueillie par sa famille, ils deviennent aussitôt amis et Nicolas l'aide à en savoir plus sur le complot contre Louis XIV. Tant que la jeune fille se cache à Paris, il joue un rôle important, puis il disparait quelque temps lorsqu'elle se rend à Versailles. Vers la fin du roman, il réapparait au palais du Louvre, déguisé en domestique.
On apprend par la suite que le lieutenant-général de police lui a proposé un poste de policier.
Nicolas apparaît dans le roman comme un jeune homme hardi, mais aussi révolté par les privilèges de la noblesse.

## Description
Nicolas est décrit dans le roman comme un jeune homme de seize ans, grand et maigre comme sa mère, au physique assez ingrat, mais doté de très beaux yeux bleus.